# Call of Duty: Black Ops Declassified
Call of Duty: Black Ops Declassified – komputerowa gra akcji first-person shooter wyprodukowana przez amerykańskie studio Nihilistic Software i wydana 13 listopada 2012 roku na PlayStation Vita.

## Rozgrywka
Gra została podzielona na dziesięć misji. Każda z misji stawia przed graczem wyzwania, podczas każdej z nich jest oceniany przez system punktowy. Gra oferuje również tryb Hostiles, w którym gracz staje do walki z kolejnymi atakami wrogów, które są coraz liczniejsze i bardziej uzbrojone.
Rzut granatem, wykorzystanie noża oraz aktywacja tzw. killstreaków odbywają się za pośrednictwem ekranu dotykowego konsoli.
W grze zawarty został tryb gry wieloosobowej umożliwiający grę przez sieć lokalną i Internet.